# 透湿防水シート

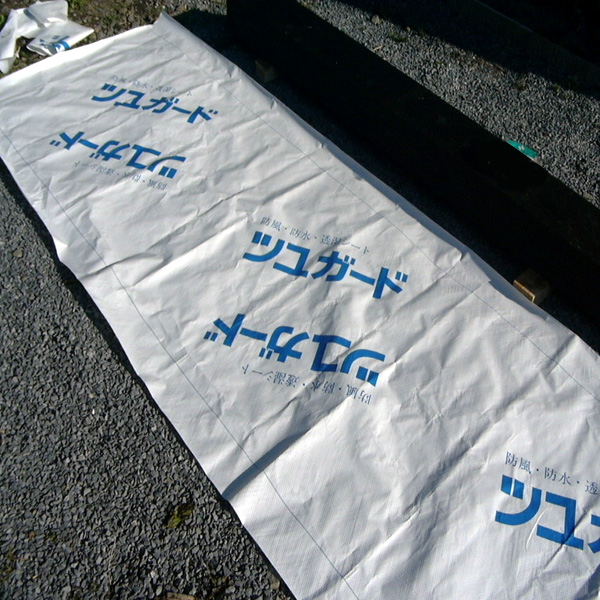
透湿防水シート

透湿防水シート(とうしつぼうすいしーと)とは、水は通さないが、湿気(水蒸気)は通す性質をもつシートである。透湿防水シートは、主に木造建築物の外壁の屋外側に用いられる。色は白い場合が多く、メーカー名などが印刷されていることが多い。形状は1m幅で、長さ50m又は100mのロール巻きになって売られているが、ホームセンターなどでは切り売りしているところもある。厚さは0.1～0.5mm程度。透湿防水シートは、日本工業規格JIS A 6111で規定されている。

## 特徴
- 価格が安い。
- 乾式工事で済むので、天候・気候に左右されず使える。[1]
- 壁内の湿気を積極的に屋外に排出し、壁内の結露を防ぐ効果がある。このため、外壁通気工法を採用する場合には、必ず用いる。
- 透湿防水シートには、ある程度の防風性(屋外の風を遮る効果)もある。
- 透湿防水シートには、耐震性や耐風性は無い(※ここでいう耐風性とは、建物全体が風の力に耐えるのに必要な強度のことを指す)。このため、外壁下地は、構造用合板などを軸組み又は枠組みに直接打ち付けるなど、耐力壁として作る必要がある。その上に透湿防水シートを貼ることで、耐震性や耐風性を確保する。
- 透湿防水シートには、気密性や防音性は無い。このため、外壁下地は、構造用合板などを軸組み又は枠組みに直接打ち付けるなど、耐力壁として作る必要がある。その上に透湿防水シートを貼ることで、気密性や防音性を確保する。
- 透湿防水シートには、耐火性が無い。そのため、外壁仕上げには、所定の厚さ以上の窯業系サイディングを貼り付け、また、壁内に所定の厚さ以上のグラスウールなどを充填し、内壁下地には石膏ボードを打ち付けるなどして、防火性を確保する。
- 材質はポリエチレン製不織布が主である。

## 分類
- 透湿防水シートA種：一般地向け。透湿性(透湿抵抗)=0.19(m2・s・Pa / μg)以下。室内側20度、湿度60%、屋外側0度で結露しない。
- 透湿防水シートB種：寒冷地向け。透湿性(透湿抵抗)=0.13(m2・s・Pa / μg)以下。室内側20度、湿度60%、屋外側-5度で結露しない。

## 貼り方

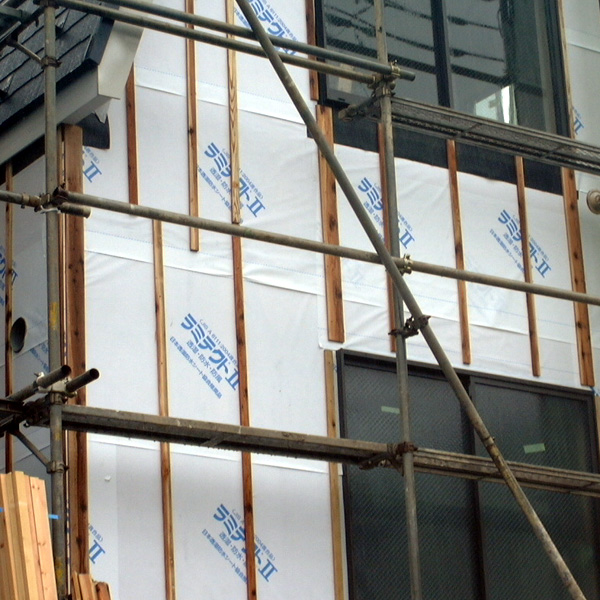
透湿防水シート施工例（壁面）

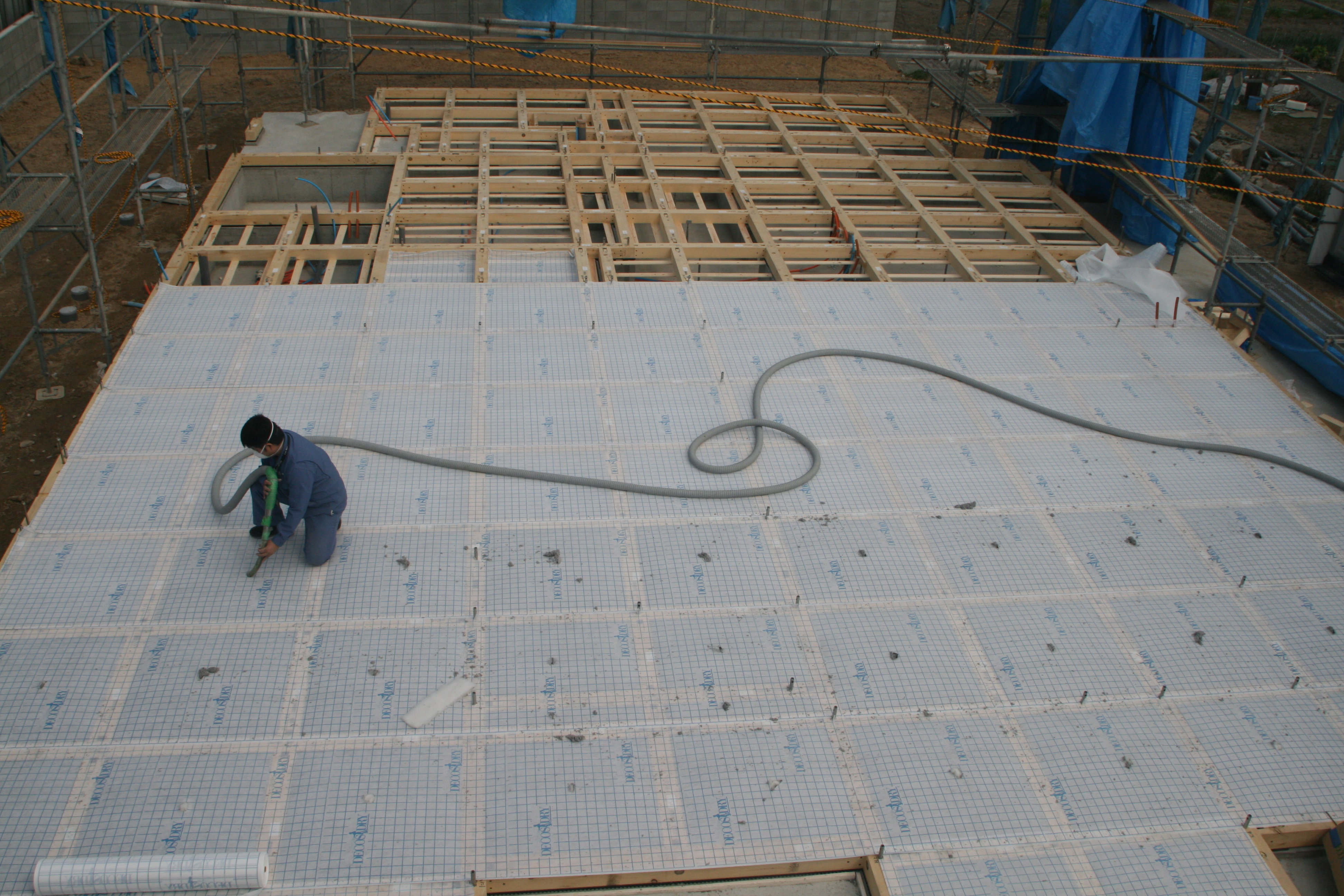
透湿防水シート施工例（床面）；断熱材としてセルロースファイバーを施工中

- 外壁下地材が正しく取り付けられていることを確認する。
- 透湿防水シートは、横貼りを基本とし、上下方向は互いに10cm以上重ねて貼る。下から先に貼り、下のシートに上のシートをかぶせるようにして貼る。シートの固定はタッカーで行う。はみ出した部分はカッターナイフで切る。
- 透湿防水シートが万一破れた場合は、防水テープで補修する。また、サッシ周りなど複雑な箇所も、防水テープで補強する。
- 透湿防水シートの上にサイディングなどの仕上げ材を取り付けるときは、排出された湿気(水蒸気)が通れるように、厚さ15mm程度の通気胴ぶちを用いて、通気層を作る。ただし、杉板のような通気性のある材料で仕上げる場合は、通気層は必要ない。

## 類似品と注意事項
- 透湿防水シートに似たものとして、防湿気密シートがある。これは空気と湿気(水蒸気)を通さない性質をもつシートである。役割は透湿防水シートの全く逆で、主に木造建築物の外壁の室内側に用いられる。外見上見分けがつかないので注意を要する。
- 透湿防水シートに似たものとして、アスファルトフェルトがある。これは水と湿気(水蒸気)の両方を通さない性質をもつ。色は暗い褐色系が多く、鑑別は容易。屋根や壁内通気層の外側に張られることが多い。